# Rasiger Klee
Der Rasige Klee (Trifolium thalii), auch als Alm-Klee bezeichnet, ist eine Pflanzenart, die zur Gattung Klee (Trifolium) in der Unterfamilie der Schmetterlingsblütler (Faboideae) innerhalb der Familie der Hülsenfrüchtler (Fabaceae oder Leguminosae) gehört.

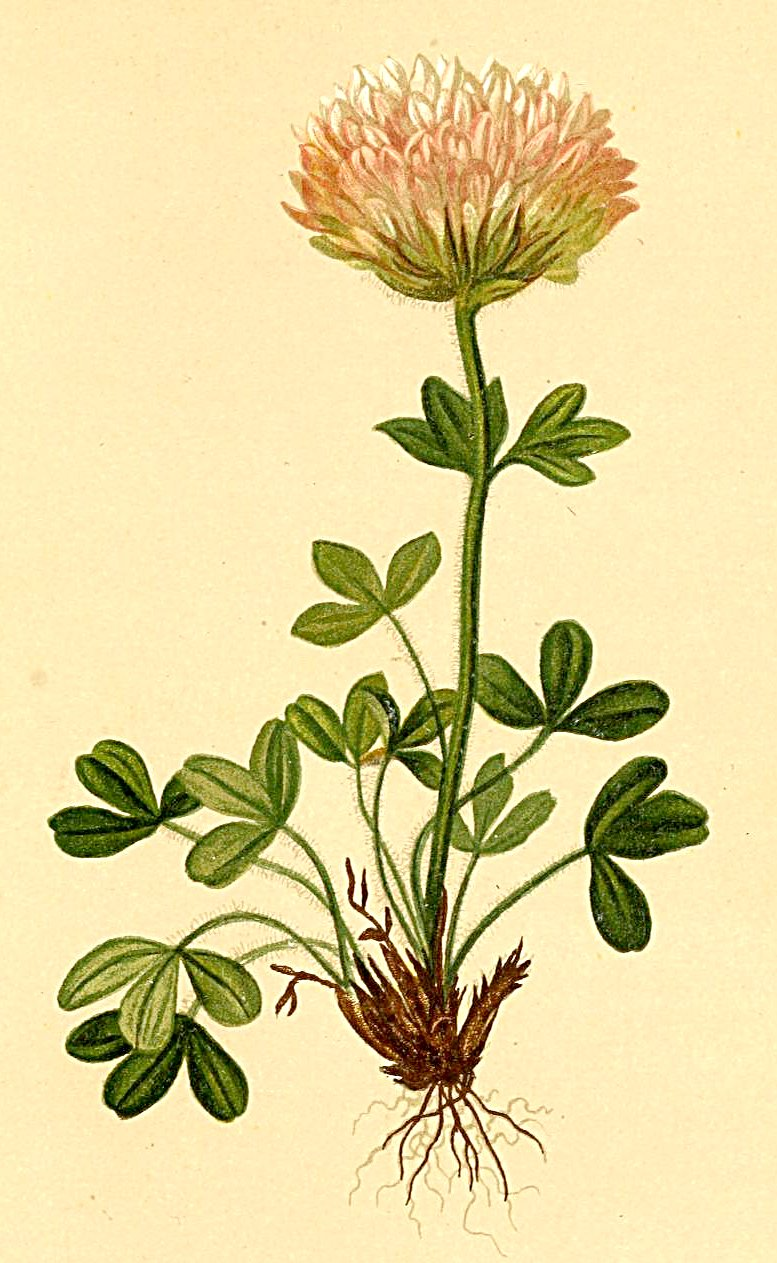
Rasiger Klee (Trifolium thalii), Illustration

## Beschreibung

### Vegetative Merkmale
Der Rasige Klee ist eine ausdauernde, krautige Pflanze, die Wuchshöhen zwischen 4 und 10 Zentimetern erreicht. Sie bildet dichte Rasen, wobei aufrechte Stängel mit einer Höhe von maximal 3 Zentimetern selten sind. Die Laubblätter sind in Blattstiel und Blattspreite gegliedert. Die Blattspreite ist dreizählig gefiedert. Die Fiederblättchen weisen sieben bis zehn Blattadern auf.

### Generative Merkmale
Die Blütezeit erstreckt sich von Juli bis August. Die Blütenstiele sind 1 bis 1,5 Millimeter lang und sind kürzer als die Kelchröhre. Die zwittrigen Blüten sind zygomorph und fünfzählig mit doppelter Blütenhülle. Die Kelchzähne sind nur wenig ungleich. Die Krone ist mit 6 bis 10 Millimeter etwa eineinhalbmal so lang wie der Kelch und besitzt die typische Form der Schmetterlingsblüte. Die Kronblätter sind zuerst weiß, dann lebhaft rosafarben und im Verblühen hellbraun.
Die Art hat die Chromosomenzahl 2n = 16.

## Verwechslungsmöglichkeiten mit anderen Arten
Ähnlich ist der Weißklee (Trifolium repens) mit verzweigt kriechenden und wurzelnden Stängeln – im Gegensatz zum niederliegenden Wuchs des Rasigen Klees.

## Verbreitung
Der Rasige Klee ist in den Alpen von der Dauphiné bis nach Tirol verbreitet. Weiters wächst er in den Spanischen Gebirgen, in den Pyrenäen, im Apennin sowie im Jura in Höhenlagen meist bis zu 2400 Meter. 
In Österreich kommt diese Pflanzenart häufig bis zerstreut aber nur in Vorarlberg und Tirol von der subalpinen bis alpinen Höhenstufe vor. In Kärnten gilt sie als verschollen oder ausgestorben. In Deutschland ist sie nur im Süden Bayerns verbreitet. In der Schweiz kommt sie in den Alpen und im Jura vor.
Als Standort bevorzugt die kalkstete Pflanze Fettweiden, Lägerflure und Schneeböden. Sie ist eine Poion alpinae-Verbandscharakterart, kommt aber auch in Gesellschaften der Verbände Caricion ferrugineae oder Salicion herbaceae vor.

## Standorte und Verbreitung in Mitteleuropa
Der Rasige Klee braucht lehmigen oder tonigen, steinigen Boden, der nährstoffreich und kalkhaltig sein sollte, und er zumindest zeitweise feucht, ja nass ein muss.
Er besiedelt in höheren Lagen Fettweiden und Viehläger, er geht aber auch in Schneetälchen. Er bevorzugt Höhen zwischen 1400 m und 2400 m, er steigt im Kanton Wallis am Gornergrat bis etwa 3000 m auf. In den Allgäuer Alpen erreicht die Art am Rauheck-Gipfel in Bayern die Höhe von 2380 m. Die ökologischen Zeigerwerte nach Landolt et al. 2010 sind in der Schweiz: Feuchtezahl F = 3+ (feucht), Lichtzahl L = 4 (hell), Reaktionszahl R = 4 (neutral bis basisch), Temperaturzahl T = 1+ (unter-alpin, supra-subalpin und ober-subalpin), Nährstoffzahl N = 3 (mäßig nährstoffarm bis mäßig nährstoffreich), Kontinentalitätszahl K = 3 (subozeanisch bis subkontinental).
Der Rasige Klee kommt in den Alpen und im südlichen Schweizer Jura vor; in den Alpenketten mit kalkhaltigem Gestein tritt er zerstreut auf; sonst ist er in Mitteleuropa selten.

## Namenserklärung
Der Name Thals Klee als Übersetzung des wissenschaftlichen Namens Trifolium thalii ehrt den Arzt und Botaniker Johannes Thal. Thal hatte in seinem Werk "Sylva Hercynia", der ersten Flora des Harzes von 1588, einen Klee beschrieben und ihn "Trifolium montanum minus" benannt. Dominique Villars nahm bei der Erstbeschreibung des Rasigen Klees an, es handele sich um diese Art und gab dieser den Namen Trifolium thalii. Er hatte ihn 1779 in Prospectus de l'Histoire des Plantes de Dauphiné Seite 43 erstveröffentlicht. Thal hatte jedoch eine andere Art gemeint, denn Trifolium thalii kam und kommt im Harz nicht vor. Trotz dieses Irrtums muss der Name bestehen bleiben.